# Миколаївська агломерація
Миколаївська агломерація — агломерація з центром у місті Миколаїв. Розташований в гирлі Південного Бугу. Головні чинники створення й існування агломерації: морський порт, перепуття головних транспортних шляхів, центр машинобудівної промисловості. Центр розвиненого сільськогосподарського району. Виноградарство, садівництво.
Миколаївський міжнародний аеропорт
Складається
- з міст: Миколаїв.
- з районів: Миколаївський район, Новоодеський район.

Приблизна статистика :
- Чисельність населення — 591,3 тис. осіб.
- Площа — 3 040 км².
- Густота населення — 194,5 осіб/км².